# Metro w Erywaniu
Metro w Erywaniu – jedyny system metra w Armenii. Pierwsza linia została otwarta w 1981 roku i została rozszerzona w 1996 roku w kierunku południowym. Pierwotna koncepcja zakładała uruchomienie systemu premetra, jednak wzrost liczby ludności w Erywaniu wymusił budowę bardziej pojemnego środka transportu. Całkowita długość systemu wynosi 12,1 km, znajduje się na nim 10 stacji.
Początkowo liczba pasażerów wynosiła 14 milionów rocznie (1981). W 1987 roku wzrosła do 31 milionów, co wówczas stanowiło 9% przejazdów w miejskich środkach komunikacji. W 2023 roku z metra skorzystało 29,6 miliona podróżnych.
Perony na stacjach mają przeciętną długość 105 m, tabor składa się głównie z pociągów Wagonmasz typu 81-714 i 81-717, poruszających się ze średnią prędkością 35 km/h. Pociągi kursują w godzinach szczytu z 5-minutową częstotliwością, w pozostałych porach dnia co 15 minut.

## Lista stacji
- Nazarbekian (w budowie)
- Adżapniak (w budowie)
- Barekamutiun
- Marszal Baghramian
- Jeritasardakan
- Hanrapetutian hraparak
- Zorawar Andranik
- Sasunci Dawit
- Gorcaranajin
- Szengawit
- Garegin Nyżdehi hraparak
- Czarbach